# Kōkyōshihen Eureka Seven
Kōkyōshihen Eureka Seven (交響詩篇エウレカセブン, こうきょうしへんエウレカセブン) thường được biết tới với tên ngắn hơn là Eureka Seven, là bộ anime với chủ đề mecha do hãng Bones thực hiện và bắt đầu phát sóng tại Nhật Bản từ ngày 17 tháng 4 năm 2005 đến ngày 02 tháng 4 năm 2006 với 50 tập. Đây là một phần trong việc thành lập thương hiệu mới trên các lĩnh vực truyền thông thông qua "Dự án Eureka" mà Bandai đóng vai trò chủ đạo. Lấy thời điểm 10.000 năm sau khi con người tiến hành cuộc di cư hàng loạt đến các hành tinh khác ngoài không gian khi đánh động Scub Coral (スカブ · コーラル) một thực thể có trí thông minh vốn là một với hành tinh buộc con người phải rời bỏ Trái Đất. Vào thời điểm đó trên một hành tinh vô danh nơi một phần còn sót lại của con người đến định cư, bề mặt của hành tinh này đầy đá được tạo thành bởi các Scub Coral trước khi con người đến. Scub Coral trên hành tinh này lại chấp nhận sự có mặt của con người và cùng nhau tồn tại. Cốt truyện xoay Renton Thurston một cậu bé 14 tuổi bắt đầu đi khám phá thế giới với nhóm ngoài vòng pháp luật Gekkostate trên hành tinh, trong chuyến phiêu lưu của mình cậu đã gặp Eureka một cô gái Coralians nữ phi công lái mecha được Scub Coral tạo thành với hình dạng con người để hiểu kỹ hơn về con người trên hành tinh. Qua thời gian và các sự kiện khác nhau tình cảm giữa hai người cũng bắt đầu nảy sinh và phát triển.
Bộ anime đã giành được các danh hiệu khác nhau sau khi phát sóng. Cũng như được chuyển thể thành các loại hình truyền thông khác như manga, light novel, trò chơi điện tử... Phim anime có tựa Kōkyōshihen Eureka Seven: Poketto ga Niji de Ippai (交響詩篇エウレカセブン ポケットが虹でいっぱい) đã được thực hiện và công chiếu vào ngày 25 tháng 4 năm 2009. Bộ anime có cốt truyện nối tiếp các sự kiện nhưng bối cảnh khác có tựa Eureka Seven: AO (エウレカセブンAO) cũng đã được thực hiện và phát sóng tại Nhật Bản. Các công ty tham gia "Dự án Eureka" dự tính có thể thực hiện khoảng 100 hay hơn các sản phẩm dựa theo vũ trụ được thiết lập trong tác phẩm như ngoài các chuyển thể thì còn sản xuất các dòng đồ chơi mô hình, quần áo cũng như các sản phẩm khác.

## Tổng quan

### Nhân vật

#### Gekkostate
Renton Thurston (レントン・サーストン)
Lồng tiếng bởi: Sanpei Yūko
Eureka (エウレカ)
Lồng tiếng bởi: Nazuka Kaori
Holland Novak (ホランド・ノヴァク)
Lồng tiếng bởi: Fujiwara Keiji, Asano Mayumi (khi còn nhỏ)
Talho Yūki (タルホ・ユーキ)
Lồng tiếng bởi: Neya Michiko
Maurice (モーリス)
Lồng tiếng bởi: Neya Michiko
Maeter (メーテル)
Lồng tiếng bởi: Kigawa Eriko
Linck (リンク)
Lồng tiếng bởi: Mizusawa Fumie
Stoner (ストナー)
Lồng tiếng bởi: Matsumoto Yasunori
Matthieu (マシュー)
Lồng tiếng bởi: Nakamura Akio
Hap (ハップ)
Lồng tiếng bởi: Yamaguchi Tarō
Moondoggie (ムーンドギー)
Lồng tiếng bởi: Miyano Mamoru
Gidget (ギジェット)
Lồng tiếng bởi: Mizusawa Fumie
Hilda (ヒルダ)
Lồng tiếng bởi: Asano Mayumi
Ken-Goh (ケンゴー)
Lồng tiếng bởi: Ōki Tamio
Jobs (ジョブス)
Lồng tiếng bởi: Shimura Tomoyuki
Woz (ウォズ)
Lồng tiếng bởi: Nagashima Yūichi
Mischa (ミーシャ)
Lồng tiếng bởi: Soumi Yōko
Gonzy (ゴンジイ)
Lồng tiếng bởi: Ishimori Takkō
Kyle (カイル)

#### Quân đội
Dominic Sorel (ドミニク・ソレル)
Lồng tiếng bởi: Yamazaki Shigenori
Anemone (アネモネ)
Lồng tiếng bởi: Koshimizu Ami
Gulliver (ガリバー)
Lồng tiếng bởi: Sugiyama Ōki
Jurgens (ユルゲンス)
Lồng tiếng bởi: Komura Tetsuo
Maria Schneider (マリア・シュナイダー)
Lồng tiếng bởi: Kigawa Eriko
Dewey Novak (デューイ・ノヴァク)
Lồng tiếng bởi: Tsujitani Kōji
Charles Beams (チャールズ・ビームス)
Lồng tiếng bởi: Kosugi Jūrōta
Ray Beams (レイ・ビームス)
Lồng tiếng bởi: Hisakawa Aya
Ageha-tai (アゲハ隊) / Ageha shōnen-tai アゲハ少年隊)
Lồng tiếng bởi: Fukuen Misato, Kojima Kazuko, Katō Emiri, Mine Kaori, Yamato Megumi

#### Vodarac
Norb (ノルブ)
Lồng tiếng bởi: Koyama Rikiya
Sakuya (サクヤ)
Lồng tiếng bởi: Yajima Akiko
Tiptory (ティプトリー)
Lồng tiếng bởi: Sugiyama Kazuko

#### Tresor
Morita (モリタ)
Lồng tiếng bởi: Ono Kenichi
Sonia Wakabayashi (ソニア・ワカバヤシ)
Lồng tiếng bởi: Yamaguchi Yuriko
Greg Bear Egan (グレッグ・ベア・イーガン)
Lồng tiếng bởi: Ginga Banjō

#### Khác
Axel Thurston (アクセル・サーストン)
Lồng tiếng bởi: Aono Takeshi
Adrock Thurston (アドロック・サーストン)
Blau Thurston (ブラウ・サーストン)
Diane Thurston (ダイアン・サーストン)
Lồng tiếng bởi: Ikeda Sakiko
Uno (ウーノ)
Lồng tiếng bởi: Suzuki Katsumi
Koda (コーダ)
Lồng tiếng bởi: Akashi Mariko
Kuzemi (クゼミ)
Lồng tiếng bởi: Ōki Tamio
Braya (ブラヤ)
Lồng tiếng bởi: Mugihito
Brittany (ブリタニ)
Lồng tiếng bởi: Ishizuka Yukinori
William B. "Will" Baxter (ウィリアム・B・バクスター)
Lồng tiếng bởi: Furukawa Toshio
Martha (マーサ)
Deckard (デッカード)
Lồng tiếng bởi: Tsujimura Mahito

#### Manga
Yauchi
Dr. Diamond
Logica (ロジカ)
Kes

#### Trò chơi điện tử
Sumner Sturgeon (サムナ・スタージョン)
Ruri (ルリ)

## Truyền thông

### Anime
Bộ anime do hãng Bones thực hiện và bắt đầu phát sóng tại Nhật Bản từ ngày 17 tháng 4 năm 2005 đến ngày 02 tháng 4 năm 2006 với 50 tập trên các kênh MBS, TBS và CBC. Kênh Animax Asia cũng đã chiếu bộ anime này trên toàn hệ thống của mình ở khu vực Đông Nam Á và Nam Á cũng như các khu vực khác trên thế giới nằm trong hệ thống Animax như Hàn Quốc, Đức, Nam Phi... Đây là một phần trong việc thành lập thương hiệu mới trên các lĩnh vực truyền thông thông qua "Dự án Eureka" mà Bandai đóng vai trò chủ đạo. Ngoài ra bộ anime cũng được phát sóng trên các kênh truyền hình ở nhiều nước khác nhau. Phiên bản DVD của tác phẩm cũng đã được phát hành từ tháng 5 năm 2005 đến tháng 12 năm 2006, trong đó chỉ có hộp DVD thứ nhất là có phiên bản đặc biệt được bán tại Hội chợ Anime Quốc tế Tokyo. Phiên bản đặc biệt có đính kèm thêm các vật dụng liên quan đến tác phẩm như áo thun, tập 1 của chuyển thể manga cũng như đĩa CD album chứa các bản nhạc dùng trong bộ anime. Bandai Entertainment đã đăng ký bản quyền phiên bản tiếng Anh để phân phối tại thị trường Bắc Mỹ, Beez Entertainment đăng ký tại Anh, Pháp và Đức, Madman Entertainment đăng ký tại Úc và New Zealand còn Mighty Media thì đăng ký tại Đài Loan.
Bộ anime có cốt truyện nối tiếp các sự kiện nhưng bối cảnh khác có tựa Eureka Seven: AO (エウレカセブンAO), được phát sóng tại Nhật Bản từ tháng 4 đến tháng 12 năm 2012 với 24 tập phim.
Một tập đặc biệt được thực hiện và phát sóng trước khi phát sóng bộ anime Eureka Seven: AO có tựa Eureka Seven: New Order, tập này là một trong các kết thúc của bộ anime Eureka Seven mà những người thực hiện từng dự tính sử dụng, bối cảnh của tập này không áp dụng cho Eureka Seven: AO vì nếu nó xảy ra thì các sự kiện trong bộ AO sẽ không xảy ra.

### Manga
Kataoka Jinsei và Kondou Kazuma đã thực hiện chuyển thể manga cùng tên cũng như có bối cảnh giống với tác phẩm nhưng có cốt truyện rất khác so với anime. Truyện được đăng trên tạp chí Shounen A của Kadokawa Shoten từ ngày 26 tháng 7 năm 2005 đến ngày 26 tháng 9 năm 2006. Kadokawa Shoten sau đó đã tập hợp các chương lại và phát hành thành 6 tankōbon. Bandai Entertainment giữ bản quyền phiên bản tiếng Anh của loạt manga này, Kana thì đăng ký phân phối tại Pháp, Glènat España đăng ký tại Tây Ban Nha, Carlsen Comics đăng ký tại Đức và Planet Manga đăng ký tại Bồ Đào Nha.
Kizuki Miki thì thực hiện loạt manga có tựa Eureka Seven: Gravity Boys & Lifting Girl chuyển thể từ trò chơi điện tử vốn có bố cảnh trước khi xảy ra các sự kiện trong bộ anime. Cốt truyện xoay quanh Sumner một cậu bé muốn thoát ra khỏi sự gò bó của gia tộc và Ruri một bé hóa trang thành con trai để có thể tham gia vào câu lạc bộ lướt gió. Tác phẩm đăng trên tạp chí Comptiq cũng của Kadokawa Shoten từ tháng 5 năm 2005 đến ngày 26 tháng 9 năm 2006. Kadokawa Shoten sau đó cũng tập hợp các chương lại và phát hành thành 2 tankōbon. Bandai Entertainment giữ bản quyền phiên bản tiếng Anh của loạt manga này.
Hiroshi Oonogi đã thực hiện chuyển thể manga của tập anime đặc biệt New Order với sự minh họa của Fugin Miyama có tựa Kōkyōshihen Eureka Seven New Order và cũng đã đăng trên tạp chí Comptiq của Kadokawa Shoten từ ngày 26 tháng 1 năm 2013.

### Trò chơi điện tử
Bandai đã tiến hành thực hiện ba phiên bản trò chơi điện tử lấy bối cảnh thế giới Eureka Seven và cả ba điều thuộc thể loại hành động.
Trò chơi thứ nhất có tựa Eureka Seven TR1: New Wave (エウレカセブン TR1:NEW WAVE) được thực hiện cho hệ PlayStation 2, đã phát hành vào ngày 27 tháng 10 năm 2005 và phát hành ra thị trường quốc tế vào ngày 17 tháng 10 năm 2006. Trò chơi lấy bối cảnh trước khi các sự kiện trong bộ anime diễn ra.
Trò chơi thứ hai có tựa giống với bộ anime được thực hiện cho hệ PlayStation Portable phát hành vào ngày 06 tháng 4 năm 2006. Trò chơi lấy bối cảnh nửa đầu bộ anime.
Trò chơi thứ ba có tựa Eureka Seven: New Vision (エウレカセブン NEW VISION) cũng được thực hiện cho hệ PlayStation 2, đã phát hành vào ngày 11 tháng 5 năm 2006 và phát hành ra thị trường quốc tế vào ngày 17 tháng 4 năm 2007. Trò chơi lấy bối cảnh hai năm sau các sự kiện trong trò chơi thứ nhất.

### Light novel
Sugihara Tomonori đã thực hiện chuyển thể light novel của bộ anime với sự minh họa của Kishiwada Robin. Kadokawa Shoten đã tiến hành phát hành tiểu thuyết này thẳng thành các tập thông qua nhãn hiệu Kadokawa Sneaker Bunko với 4 tập bunkobon từ ngày 29 tháng 10 năm 2005 đến ngày 31 tháng 5 năm 2006. Các nhân vật trong bộ anime vẫn xuất hiện trong chuyển thể này tuy nhiên các thiết lập cũng như bối cảnh thế giới đã được thay đổi nhiều so với bộ anime. Bandai Entertainment giữ bản quyền phiên bản tiếng Anh của loạt tiểu thuyết để tiến hành phân phối tại thị trường Bắc Mỹ.

### Phim anime
Việc thực hiện phiên bản phim anime có tựa Kōkyōshihen Eureka Seven: Poketto ga Niji de Ippai (交響詩篇エウレカセブン ポケットが虹でいっぱい) đã được công bố vào tháng 5 năm 2008, Bones và Kinema Citrus là hãng sản xuất. Phim chính thức công chiếu vào ngày 25 tháng 4 năm 2009 trong Tuần lễ Vàng tại Nhật Bản.
Một bộ phim anime gồm 3 phần có tựa Kōkyōshihen Eureka Seven: Hi-Evolution (交響詩篇エウレカセブン ハイエボリューション) được công bố vào tháng 3 năm 2017. Phần đầu tiên là Kōkyōshihen Eureka Seven: Hi-Evolution 1 (交響詩篇エウレカセブン ハイエボリューション1) được khởi chiếu tại các rạp phim Nhật Bản vào tháng 9 năm 2017. Phần thứ hai có tựa Anemone/Kōkyōshihen Eureka Seven Hi-Evolution (ANEMONE/交響詩篇エウレカセブン ハイエボリューション) công chiếu vào tháng 11 năm 2018. Phần thứ ba có tên là Eureka/Kōkyōshihen Eureka Seven Hi-Evolution (EUREKA/交響詩篇エウレカセブン ハイエボリューション) dự kiến phát hành vào năm 2019 nhưng gặp trì hoãn và ngày chiếu bị dời sang tháng 11 năm 2021.

### Âm nhạc
Bộ anime có tám bài hát chủ đề, bốn mở đầu và bốn kết thúc. Bài hát mở đầu thứ nhất có tựa Days do FLOW trình bày dùng trong tập 1 đến 13, đĩa đơn chứa bài hát đã phát hành vào ngày 01 tháng 6 năm 2005. Bài hát mở đầu thứ hai có tựa Shounen Heart do Home Made Kazoku trình bày dùng trong tập 14 đến 26, đĩa đơn chứa bài hát đã phát hành vào ngày 03 tháng 8 năm 2005. Bài hát mở đầu thứ ba có tựa Taiyo no Mannaka he do Bivattchee trình bày dùng trong tập 27 đến 39, đĩa đơn chứa bài hát đã phát hành vào ngày 07 tháng 12 năm 2005. Bài hát mở đầu thứ tư có tựa Sakura do NIRGILIS trình bày dùng trong tập 40 đến 50, đĩa đơn chứa bài hát đã phát hành vào ngày 01 tháng 3 năm 2006. Bài hát kết thúc thứ nhất có tựa Himitsu Kichi do Takada Kozue trình bày dùng trong tập 1 đến 13 và tập 26, đĩa đơn chứa bài hát đã phát hành vào ngày 11 tháng 5 năm 2005. Bài hát kết thúc thứ hai có tựa Fly Away do Asami Izawa trình bày dùng trong tập 14 đến 25, đĩa đơn chứa bài hát đã phát hành vào ngày 27 tháng 7 năm 2005. Bài hát kết thúc thứ ba có tựa Tip Taps Tip do HALCALI trình bày dùng trong tập 27 đến 39, đĩa đơn chứa bài hát đã phát hành vào ngày 07 tháng 12 năm 2005. Bài hát kết thúc thứ tư có tựa Canvas do COOLON trình bày dùng trong tập 40 đến 50, đĩa đơn chứa bài hát đã phát hành vào ngày 01 tháng 3 năm 2006. Hai album, mỗi album gồm 2 đĩa chứa các bản nhạc dùng trong bộ anime đã phát hành vào ngày 02 tháng 11 năm 2005 và ngày 05 tháng 4 năm 2006. Một album chứa các bài hát chủ đề của bộ anime đã phát hành vào ngày 07 tháng 5 năm 2006, album này chỉ có phiên bản đặc biệt đính kèm một đĩa chứa các đoạn phim trình bày các nhạc phẩm.
| DAYS             | DAYS                          | DAYS       |
| STT              | Nhan đề                       | Thời lượng |
| ---------------- | ----------------------------- | ---------- |
| 1.               | "DAYS"                        | 4:13       |
| 2.               | "Journey"                     | 3:07       |
| 3.               | "Fun Time Delivery"           | 3:05       |
| 4.               | "DAYS ～VOCALLESS MIX～"      | 4:14       |
| 5.               | "DAYS ～EUREKA OPENING MIX～" | 1:34       |
| Tổng thời lượng: | Tổng thời lượng:              | 16:13      |

| Shounen Heart (少年ハート) | Shounen Heart (少年ハート)                                 | Shounen Heart (少年ハート) |
| STT                        | Nhan đề                                                    | Thời lượng                 |
| -------------------------- | ---------------------------------------------------------- | -------------------------- |
| 1.                         | "Shounen Heart (少年ハート)"                               | 3:53                       |
| 2.                         | "Sora to Umi no Deau Tokoro (空と海の出会うところ)"        | 4:16                       |
| 3.                         | "Shounen Heart (Instrumental) (少年ハート (Instrumental))" | 3:55                       |
| Tổng thời lượng:           | Tổng thời lượng:                                           | 12:04                      |

| Taiyou no Mannaka e (太陽の真ん中へ) | Taiyou no Mannaka e (太陽の真ん中へ)                                              | Taiyou no Mannaka e (太陽の真ん中へ) |
| STT                                  | Nhan đề                                                                           | Thời lượng                           |
| ------------------------------------ | --------------------------------------------------------------------------------- | ------------------------------------ |
| 1.                                   | "Taiyou no Mannaka e (太陽の真ん中へ)"                                            | 3:14                                 |
| 2.                                   | "Kimi to Waratta Kisetsu (君と笑った季節)"                                        | 3:43                                 |
| 3.                                   | "Taiyou no Mannaka e ~EUREKA OPENING MIX~ (太陽の真ん中へ～EUREKA OPENING MIX～)" | 1:32                                 |
| 4.                                   | "Taiyou no Mannaka e ~INSTRUMENTAL~ (太陽の真ん中へ～INSTRUMENTAL～)"             | 3:15                                 |
| Tổng thời lượng:                     | Tổng thời lượng:                                                                  | 11:44                                |

| sakura           | sakura                             | sakura     |
| STT              | Nhan đề                            | Thời lượng |
| ---------------- | ---------------------------------- | ---------- |
| 1.               | "sakura"                           | 4:35       |
| 2.               | "sakura (cherry blossom)"          | 4:34       |
| 3.               | "Re;Common Girl (Re;コモンガール)" | 4:10       |
| 4.               | "sakura (original instrumental)"   | 4:37       |
| Tổng thời lượng: | Tổng thời lượng:                   | 17:56      |

| Himitsu Kichi (秘密基地) | Himitsu Kichi (秘密基地)   | Himitsu Kichi (秘密基地) |
| STT                      | Nhan đề                    | Thời lượng               |
| ------------------------ | -------------------------- | ------------------------ |
| 1.                       | "Himitsu Kichi (秘密基地)" | 4:54                     |
| 2.                       | "Inko (インコ)"            | 6:33                     |
| Tổng thời lượng:         | Tổng thời lượng:           | 11:27                    |

| Fly Away         | Fly Away                         | Fly Away   |
| STT              | Nhan đề                          | Thời lượng |
| ---------------- | -------------------------------- | ---------- |
| 1.               | "Fly Away"                       | 3:59       |
| 2.               | "Circle of Life"                 | 4:28       |
| 3.               | "Fly Away -TAICHI MASTER Remix-" | 4:51       |
| 4.               | "Fly Away (Instrumental)"        | 3:59       |
| Tổng thời lượng: | Tổng thời lượng:                 | 17:17      |

| Tip Taps Tip     | Tip Taps Tip                | Tip Taps Tip |
| STT              | Nhan đề                     | Thời lượng   |
| ---------------- | --------------------------- | ------------ |
| 1.               | "Tip Taps Tip"              | 4:42         |
| 2.               | "halcali'n'bass"            | 3:42         |
| 3.               | "Pisudori (ピスドリ)"       | 4:28         |
| 4.               | "Tip Taps Tip Instrumental" | 4:44         |
| Tổng thời lượng: | Tổng thời lượng:            | 17:36        |

| Canvas           | Canvas                  | Canvas     |
| STT              | Nhan đề                 | Thời lượng |
| ---------------- | ----------------------- | ---------- |
| 1.               | "Canvas"                | 4:51       |
| 2.               | "Weekend"               | 4:17       |
| 3.               | "&Joy"                  | 3:46       |
| 4.               | "Canvas -Instrumental-" | 4:53       |
| Tổng thời lượng: | Tổng thời lượng:        | 17:47      |

| Koukyoushihen Eureka Seven Original Soundtrack 1 (交響詩篇エウレカセブン オリジナルサウンドトラック 1) | Koukyoushihen Eureka Seven Original Soundtrack 1 (交響詩篇エウレカセブン オリジナルサウンドトラック 1)            | Koukyoushihen Eureka Seven Original Soundtrack 1 (交響詩篇エウレカセブン オリジナルサウンドトラック 1) |
| STT | Nhan đề | Thời lượng                                                                                             |
| --- | --- | --- |
| 1. | "DAYS～EUREKA OPENING MIX～"                                                                                      | 1:31                                                                                                   |
| 2. | "STORYWRITER" | 4:18                                                                                                   |
| 3. | "Nagai Roji (永い旅路)"                                                                                           | 1:37                                                                                                   |
| 4. | "Bokyo (望郷)" | 1:35                                                                                                   |
| 5. | "Tooi Kioku (遠い記憶)"                                                                                           | 1:38                                                                                                   |
| 6. | "Zankoku na Sekai (残酷な世界)"                                                                                   | 1:20                                                                                                   |
| 7. | "Shinjitsu (真実)"                                                                                                | 1:58                                                                                                   |
| 8. | "Eureka (エウレカ)"                                                                                               | 1:47                                                                                                   |
| 9. | "Chi Toiu Kizuna (血という絆)"                                                                                    | 1:22                                                                                                   |
| 10. | "Tiger Track" | 5:31                                                                                                   |
| 11. | "acid track prototype"                                                                                            | 5:59                                                                                                   |
| 12. | "On・the・Hill (オン・ザ・ヒル)"                                                                                  | 1:27                                                                                                   |
| 13. | "Hohoemi no Kyofu (微笑みの恐怖)"                                                                                 | 1:30                                                                                                   |
| 14. | "Okamochi & Jersey"                                                                                               | 1:16                                                                                                   |
| 15. | "Sexy・Lady・Bluesy (セクシー・レディー・ブルージー)"                                                             | 1:09                                                                                                   |
| 16. | "Kindan no Kajitsu (禁断の果実)"                                                                                  | 1:01                                                                                                   |
| 17. | "Yadonashi ga Tsumabiku (宿無しが爪弾く)"                                                                         | 1:54                                                                                                   |
| 18. | "Yocho (予兆)" | 1:31                                                                                                   |
| 19. | "Taido Kara no Choyaku (胎動からの跳躍)"                                                                          | 2:44                                                                                                   |
| 20. | "Sento Kuiki (戦闘空域)"                                                                                          | 1:36                                                                                                   |
| 21. | "Gekogo (月光号)"                                                                                                 | 1:34                                                                                                   |
| 22. | "Renton・Thurston (レントン・サーストン)"                                                                         | 1:44                                                                                                   |
| 23. | "Nirvash type ZERO (ニルヴァーシュ type ZERO)"                                                                    | 1:59                                                                                                   |
| 24. | "Iru Beki Basho (いるべき場所)"                                                                                   | 1:16                                                                                                   |
| 25. | "Sekai no Tada Naka de (世界のただ中で)"                                                                          | 1:17                                                                                                   |
| 26. | "Kibou no Sora (希望の空)"                                                                                        | 1:41                                                                                                   |
| 27. | "Himitsu Kichi ~EUREKA ENDING MIX~ (秘密基地～EUREKA ENDING MIX～)"                                               | 1:36                                                                                                   |
| 28. | "Shounen Heart ~EUREKA OPENING MIX~ (少年ハート～EUREKA OPENING MIX～)"                                           | 1:31                                                                                                   |
| 29. | "Kouya ni Hitori (荒野に一人)"                                                                                    | 2:14                                                                                                   |
| 30. | "Higan wo Fuku Kaze (彼岸を吹く風)"                                                                               | 1:54                                                                                                   |
| 31. | "Hisou (悲愴)" | 2:05                                                                                                   |
| 32. | "Kyoshoku no Hoshi (虚飾の星)"                                                                                    | 2:02                                                                                                   |
| 33. | "Skurve Coral (スカブコーラル)"                                                                                   | 1:19                                                                                                   |
| 34. | "Kaishou Sarenu Gokai (解消されぬ誤解)"                                                                           | 1:29                                                                                                   |
| 35. | "Fuan no Ritsudou (不安の律動)"                                                                                   | 1:36                                                                                                   |
| 36. | "Kouwazaru Unmei (抗わざる運命)"                                                                                  | 1:52                                                                                                   |
| 37. | "Zetsubou no Naka no Nukumori, Shikashi... (絶望の中の温もり、しかし...)"                                         | 2:16                                                                                                   |
| 38. | "Kyoukai Ue ni Te (境界上にて)"                                                                                   | 2:02                                                                                                   |
| 39. | "Jiga no Bouhatsu (自我の暴発)"                                                                                   | 1:34                                                                                                   |
| 40. | "type the END" | 1:55                                                                                                   |
| 41. | "GET IT BY YOUR HANDS"                                                                                            | 7:44                                                                                                   |
| 42. | "trance ruined"                                                                                                   | 4:33                                                                                                   |
| 43. | "Kono Hoshi no Doko ni Demo Tsunagatte Iru, Kono Sora no Shita de (この星のどこにでも繋がっている、この空の下で)" | 1:38                                                                                                   |
| 44. | "Kioku no Naka no Umi (記憶の中の海)"                                                                             | 2:03                                                                                                   |
| 45. | "Fly Away～EUREKA ENDING MIX～"                                                                                   | 1:35                                                                                                   |
| Tổng thời lượng:                                                                                       | Tổng thời lượng:                                                                                                  | 1:35:13                                                                                                |

| Koukyoushihen Eureka Seven Original Soundtrack 2 (交響詩篇エウレカセブン オリジナルサウンドトラック 2) | Koukyoushihen Eureka Seven Original Soundtrack 2 (交響詩篇エウレカセブン オリジナルサウンドトラック 2) | Koukyoushihen Eureka Seven Original Soundtrack 2 (交響詩篇エウレカセブン オリジナルサウンドトラック 2) |
| STT | Nhan đề                                                                                                | Thời lượng                                                                                             |
| --- | --- | --- |
| 1. | "Canvas ～eureka ending mix～"                                                                         | 1:29                                                                                                   |
| 2. | "Tip Taps Tip ～eureka ending mix～"                                                                   | 1:33                                                                                                   |
| 3. | "Taiyo no Mannaka e ~eureka opening mix~ (太陽の真ん中へ ～eureka opening mix～)"                      | 1:30                                                                                                   |
| 4. | "sakura ～eureka opening mix～"                                                                        | 1:38                                                                                                   |
| 5. | "Hakanai Yume (儚い夢)"                                                                                | 2:33                                                                                                   |
| 6. | "Yakusoku no Chi (約束の地)"                                                                           | 2:31                                                                                                   |
| 7. | "Dian (ダイアン)"                                                                                      | 2:28                                                                                                   |
| 8. | "Kiokuko (記憶庫)"                                                                                     | 3:12                                                                                                   |
| 9. | "Time-lines"                                                                                           | 6:08                                                                                                   |
| 10. | "Inori no Umi (祈りの海)"                                                                              | 1:54                                                                                                   |
| 11. | "Genzai (原罪)"                                                                                        | 3:05                                                                                                   |
| 12. | "Coralians Genshutsu (コーラリアン現出)"                                                               | 1:31                                                                                                   |
| 13. | "Rengoku no Kajitsu (煉獄の果実)"                                                                      | 2:07                                                                                                   |
| 14. | "Dewey・Novak (デューイ・ノヴァク)"                                                                    | 2:10                                                                                                   |
| 15. | "Hisonaru Ketsui (悲壮なる決意)"                                                                       | 2:21                                                                                                   |
| 16. | "Saigo no Kibo (最期の希望)"                                                                           | 2:22                                                                                                   |
| 17. | "Shissosuru Tamashii (疾走する魂)"                                                                     | 2:05                                                                                                   |
| 18. | "Ninety Three"                                                                                         | 5:13                                                                                                   |
| 19. | "I've got it ～eureka new school acid mix～"                                                           | 7:25                                                                                                   |
| 20. | "Second・Summer・of・Love (セカンド・サマー・オブ・ラブ)"                                              | 3:29                                                                                                   |
| 21. | "Hoshi ni Negaiwo (星に願いを)"                                                                        | 3:16                                                                                                   |
| 22. | "Niji (虹)"                                                                                            | 10:52                                                                                                  |
| 23. | "WHITE TIGER NO.24"                                                                                    | 6:06                                                                                                   |
| 24. | "draft any funk"                                                                                       | 5:10                                                                                                   |
| 25. | "L.F.O."                                                                                               | 6:49                                                                                                   |
| 26. | "koitsu"                                                                                               | 3:21                                                                                                   |
| 27. | "Chaotic Waltz"                                                                                        | 5:13                                                                                                   |
| 28. | "D.J. CHOICE"                                                                                          | 6:39                                                                                                   |
| 29. | "dot"                                                                                                  | 3:40                                                                                                   |
| 30. | "control"                                                                                              | 5:58                                                                                                   |
| 31. | "M3 (bonus track)"                                                                                     | 1:12                                                                                                   |
| 32. | "M15 (bonus track)"                                                                                    | 1:32                                                                                                   |
| 33. | "M16 (bonus track)"                                                                                    | 1:09                                                                                                   |
| 34. | "M20 (bonus track)"                                                                                    | 1:22                                                                                                   |
| 35. | "M30 (bonus track)"                                                                                    | 1:01                                                                                                   |
| 36. | "M36 (bonus track)"                                                                                    | 1:33                                                                                                   |
| 37. | "M-Ex1 (bonus track)"                                                                                  | 1:17                                                                                                   |
| 38. | "M-Ex2 (bonus track)"                                                                                  | 0:59                                                                                                   |
| Tổng thời lượng:                                                                                       | Tổng thời lượng:                                                                                       | 2:03:53                                                                                                |

| Koukyoushihen Eureka Seven COMPLETE BEST (交響詩篇エウレカセブン COMPLETE BEST) | Koukyoushihen Eureka Seven COMPLETE BEST (交響詩篇エウレカセブン COMPLETE BEST) | Koukyoushihen Eureka Seven COMPLETE BEST (交響詩篇エウレカセブン COMPLETE BEST) |
| STT                                                                             | Nhan đề                                                                         | Thời lượng                                                                      |
| ------------------------------------------------------------------------------- | ------------------------------------------------------------------------------- | ------------------------------------------------------------------------------- |
| 1.                                                                              | "DAYS"                                                                          | 4:09                                                                            |
| 2.                                                                              | "Himitsu Kichi (秘密基地)"                                                      | 4:53                                                                            |
| 3.                                                                              | "Shonen Heart (少年ハート)"                                                     | 3:52                                                                            |
| 4.                                                                              | "Fly Away"                                                                      | 3:56                                                                            |
| 5.                                                                              | "Taiyo no Mannaka e (太陽の真ん中へ)"                                           | 3:11                                                                            |
| 6.                                                                              | "Tip Taps Tip"                                                                  | 4:41                                                                            |
| 7.                                                                              | "sakura"                                                                        | 4:33                                                                            |
| 8.                                                                              | "Canvas"                                                                        | 4:54                                                                            |
| 9.                                                                              | "REALIZE"                                                                       | 3:33                                                                            |
| 10.                                                                             | "Niji (虹)"                                                                     | 10:52                                                                           |
| Tổng thời lượng:                                                                | Tổng thời lượng:                                                                | 48:34                                                                           |

## Đón nhận
Kōkyōshihen Eureka Seven đã nhận được nhiều danh hiệu khác nhau tại Hội chợ Anime Quốc tế Tokyo năm 2006. Các danh hiệu gồm có có Phim bộ truyền hình hay nhất, kịch bản hay nhất cho Satō Dai và Thiết kế nhân vật xuất sắc nhất cho Yoshida Kenichi. Ngoài ra Yoshida cũng giành được một số danh hiệu cá nhân tại lễ trao giải phim hoạt hình Kobe năm 2005. Bộ phim cũng giành được danh hiệu tại lễ trao giải tác phẩm số Grand Prix lần thứ 20. Tại lễ trao giải Anime Expo 2006 SPJA bộ phim đã giành được danh hiệu Phim bộ truyền hình hay nhất và Thiết kế nữ nhân vật chính xuất sắc nhất cho nhân vật Eureka. Tạp chí Anime Insider đã đánh giá phiên bản DVD của Eureka Seven là "Bộ DVD hay nhất của năm" năm 2006.